# Suárez-Nunatak (Grahamland)
Der Suárez-Nunatak (spanisch Nunatak Suárez) ist ein Nunatak an der Oskar-II.-Küste des Grahamlands auf der Antarktischen Halbinsel. Er ist einer der zahlreichen Nunatakker auf der Jason-Halbinsel und ragt westlich des Veier Head auf.
Argentinische Wissenschaftler benannten ihn. Der Namensgeber ist nicht überliefert.